# Бершадский медицинский колледж
Бершадский медицинский колледж — высшее учебное заведение в городе Бершадь Бершадского района Винницкой области Украины.

## История
Бершадское медицинское училище было открыто в 1967 году (вскоре после присвоения посёлку городского типа Бершадь статуса города в декабре 1966 года).
В соответствии с восьмым пятилетним планом развития народного хозяйства СССР в 1967 году в райцентре были построены двухэтажное здание учебного корпуса училища, столовая и общежитие. В дальнейшем, при участии студентов на прилегающей территории был разбит парк (высажены цветы, кусты и декоративные деревья) и оборудована спортплощадка.
К началу 1970-х годов в училище сложилась одна из первых традиций — проводить посвящение в медики у склепа заслуженного врача Украинской ССР хирурга Г. Я. Будкевича.
В 1970/1971 учебном году в училище обучалось 400 человек (по двум специальностям — на фельдшеров и акушерок).
С 9 апреля 2002 года является высшим учебным заведением I уровня аккредитации.
21 мая 2005 года Бершадское медицинское училище было переименовано в Бершадский медицинский колледж.

## Современное состояние
Коммунальное учреждение здравоохранения «Бершадский медицинский колледж» Винницкого областного совета является государственным высшим учебным заведением I уровня аккредитации, которое готовит младших медицинских специалистов по двум специальностям: «Лечебное дело» и «Сестринское дело».